# Takakeishō Takanobu
Takakeishō Takanobu (貴景勝 貴信), né Takanobu Satō (佐藤 貴信, Satō Takanobu) le 5 août 1996, également connu sous le nom Takakeishō Mitsunobu (貴景勝 光信), est un lutteur de sumo professionnel originaire d'Ashiya, Hyōgo. Il appartient à l'écurie Tokiwayama et débute au niveau professionnel en novembre 2014. Il atteint la division makuuchi en janvier 2017 après quatorze tournois et y remporte son premier tournoi en novembre 2018 après quatre ans de carrière. Son plus haut rang atteint est ōzeki, qu'il a reçu pour la première fois en mai 2019. Il gagne son second titre de champion en novembre 2020. Il a remporté sept prix spéciaux et trois kinboshi (récompense en cas de victoire contre un yokozuna). Il prend sa retraite de lutteur après le tournoi de septembre 2024, à l'âge de 28 ans.

## Jeunesse & parcours amateur
Le prénom de Satō, Takanobu, est dérivé du nom du yokozuna Takanohana, qui deviendra plus tard son maître d'écurie. Il participe à des compétitions de karaté full-contact au début de l'école primaire et est finaliste dans une compétition nationale. Cependant, son père est déterminé à ce que son fils devienne un lutteur de sumo et il commence à participer au sumo dans un dojo local au cours de sa troisième année scolaire. Après l'école primaire, il entre au Hotoku Gakuen Junior High School, collège connu pour son programme de sumo. Au cours de sa troisième année dans cet établissement, il remporte un championnat national et le titre de yokozuna du secondaire .
Encouragé par son père à manger des hamburgers et des frites, son poids est passé de 30 kilos à 8 ans à 80 kilos à 12 ans [réf. nécessaire]. Au total, il remporte 10 titres nationaux au cours de ses années de lycée. Il a également été champion « toutes catégories » du tournoi mondial junior de sumo organisé à Taïwan.

## Carrière

### Débuts et progression
Il rejoint l'écurie Takanohana et participe à des maezumo (essais préliminaires de sumo) dès septembre 2014 alors qu'il est encore lycéen, un événement très rare, en vue de rejoindre les rangs professionnels le plus rapidement possible. Son entraîneur, l'ancien yokozuna Takanohana, a conclu un accord avec son lycée pour qu'il continue à fréquenter l'école en dehors des tournois officiels. Bien qu'il soit courant pour les lutteurs de cette écurie de prendre un nom de combattant (shikona) dès leur intégration, il choisit d'utiliser son vrai nom.
Satō devient rikishi professionnel en novembre 2014 et, pour ses débuts, remporte le championnat de la division la plus basse, ou jonokuchi, avec un résultat parfait de 7-0.  Ses résultats lors des tournois suivants lui permettent de monter rapidement en makushita et il remporte son premier championnat dans cette division en mars 2016, performance qui le propulse en jūryō.
Pour son premier tournoi de jūryō, il devient le sixième promu de l'histoire et le premier de moins de vingt ans à remporter huit combats consécutifs (un kachi-koshi ). En janvier 2017, il est promu en première division makuuchi. A cette occasion, il a choisi d'adopter le shikona Takakeishō Mitsunobu. Le premier caractère de ce nom (貴) vient de son maître d'écurie, Takanohana, et les deux seconds caractères (景勝) sont tirés du prénom de la figure historique japonaise Kagekatsu Uesugi .
Il remporte cette même année trois kinboshi et deux prix de performance exceptionnelle consécutifs, lors des tournois de septembre & novembre.
En janvier 2018, Takakeishō intègre les san'yaku au rang de komusubi. Il est le premier membre de l'écurie Takanohana à atteindre ce rang. Peu de temps après le tournoi de septembre, son écurie est dissoute et il est transféré dans l'écurie Chiganoura, rebaptisée depuis Tokiwayama.
Il remporte le tournoi de novembre 2018 à Kyushu, battant notamment le yokozuna Kisenosato le premier jour et l'ōzeki Gōeidō le second. Avec seulement 26 tournois en carrière à son actif, cette victoire fait de lui le quatrième plus jeune vainqueur en makuuchi de tous les temps, à égalité avec le yokozuna Akebono. À 22 ans, il est également le sixième plus jeune vainqueur depuis le début du système de six tournois par an établi en 1958.

### Carrière au rang d'ōzeki

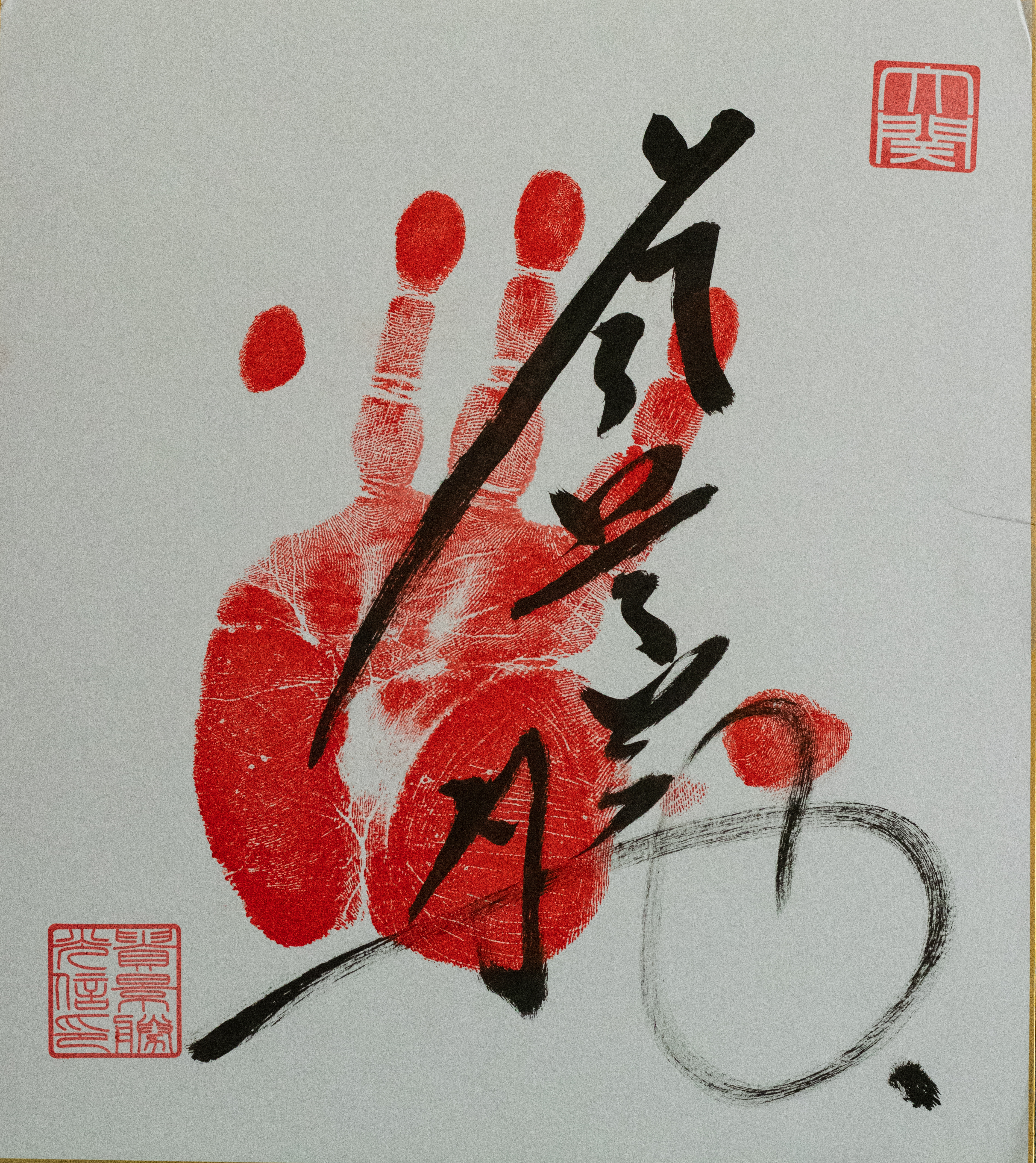
Tegata originale (empreinte de la main et signature) de l'ōzeki Takakeishō

En mars 2019, il réalise un kachi-koshi et bat l'ōzeki Tochinoshin le dernier jour du tournoi, ce qui rend sa promotion comme ōzeki envisageable avec 34 victoires lors des 3 derniers tournois (le seuil étant fixé à 33). L'Association japonaise de sumo officialise cette promotion le 27 mars 2019. Il devient ōzeki en 28 tournois, ce qui est la sixième progression la plus rapide depuis la mise en place du système de six tournois par an en 1958. À 22 ans et sept mois, il devient également le neuvième plus jeune ōzeki.
En mai 2019, Takakeishō quitte son premier tournoi en tant qu'ōzeki au cinquième jour en raison d'une blessure au genou droit ; il revient le huitième jour avant de se retirer définitivement le lendemain après avoir endommagé des ligaments au niveau de ce même genou. Il est le premier ōzeki depuis le début des tournois en 15 jours en 1949 à se retirer d'un tournoi à deux reprises. Sa blessure n'est pas complètement guérie pour le tournoi de juillet à Nagoya et il renonce à y participer, ce qui entraîne sa rétrogradation au rang de sekiwake en septembre. Son maître d'écurie, l'ancien Takamisugi Takakatsu a commenté : « Il est encore jeune avec son avenir devant lui. S'il avait lutté... il y avait une forte probabilité que son état s'aggrave. Si vos jambes s'en vont, vous devez abandonner votre carrière de sumo. Si sa jambe guérit, il peut revenir plus fort ».
Il assure son retour au rang d'ōzeki après sa dixième victoire le douzième jour du tournoi de septembre. Lors du combat éliminatoire supplémentaire de ce tournoi, il subit une foulure du muscle pectoral gauche pendant le tachi-ai, nécessitant six semaines de repos .
Takakeishō remporte le tournoi de novembre 2020, son deuxième championnat de première division et son premier en tant qu'ōzeki, après un combat éliminatoire final contre Terunofuji. Takakeishō est le lutteur ayant obtenu le plus de victoires (51) en 2020.
Takakeishō vise une promotion au rang de yokozuna lors du tournoi de janvier 2021, mais l'opportunité est manquée après la perte de ses quatre premiers combats. Il abandonne le 10ème jour à la suite d'une blessure à la cheville, avec un résultat de 2-7, ce qui l'expose à une rétrogradation à l'issue du tournoi de mars en cas de make-koshi. Il y obtient un kachi-koshi (10-5), qui lui permet de rester ōzeki . Il est finaliste contre Terunofuji lors du tournoi de mai, perdant contre celui-ci en combat éliminatoire après l'avoir battu lors de leur combat réglementaire.
Takakeishō se retire du tournoi de janvier 2022 le quatrième jour, après s'être foulé la cheville droite lors de sa défaite contre Ura la veille. C'est son huitième abandon en carrière . Il entame le tournoi de mars 2022 avec le statut de kadoban. Il conserve son rang d'ōzeki en remportant sa huitième victoire le onzième jour contre Kotonowaka .
Takakeishō remporte le tournoi de janvier 2023 sur un score de 12-3, sa troisième victoire en division makuuchi. Au mois de mai suivant, il change son nom de lutteur Takakeishō Mitsunobu (光信) en Takakeishō Takanobu (貴信), utilisant donc désormais son vrai prénom. Il remporte son quatrième et dernier tournoi en septembre de la même année, sur un score final de 11-4.
Il perd son rang d’ōzeki après le tournoi de juillet 2024. Redevenu sekiwake, il quitte ensuite le tournoi de septembre après deux combats, perdus. Il décide alors de prendre sa retraite à l'âge de 28 ans, devenant ainsi l'un des plus jeunes lutteurs de l'ère moderne à mettre un terme à sa carrière après avoir atteint le rang d’ōzeki. Il a occupé ce rang pendant 30 tournois. Takakeishō souffrait de douleurs chroniques après s'être blessé au cou lors du tournoi de Nagoya en juillet 2021.

## Style de combat
Takakeishō est spécialisé dans les techniques de poussée (tsuki/oshi). Il gagne régulièrement par oshi-dashi (poussée dehors au contact, sans tenir le mawashi) et hataki-komi (appui vers le bas).

## Vie privée
En novembre 2020, Takakeishō annonce avoir épousé sa fiancée, le mannequin Yukina Chiba, fille de l'ancien ōzeki Hokuten'yū.

## Résultats par basho
| Année | Janvier Hatsu basho, Tokyo        | Mars Haru basho, Osaka             | Mai Natsu basho, Tokyo                 | Juillet Nagoya basho, Nagoya      | Septembre Aki basho, Tokyo             | Novembre Kyūshū basho, Fukuoka        |
| --- | --------------------------------- | ---------------------------------- | -------------------------------------- | --------------------------------- | -------------------------------------- | ------------------------------------- |
| 2014 | x                                 | x                                  | x                                      | x                                 | (Maezumo)                              | Jonokuchi de l’Ouest #18 7–0 Champion |
| 2015 | Jonidan de l’Est #10 7–0 Champion | Sandanme de l’Est #18 5–2          | Makushita de l’Est #55 6–1             | Makushita de l’Ouest #27 4–3      | Makushita de l’Ouest #21 6–1–PPP       | Makushita de l’Ouest #7 3–4           |
| 2016 | Makushita de l’Ouest #13 4–3      | Makushita de l’Est #9 7–0 Champion | Jūryō de l’Est #13 11–4                | Jūryō de l’Ouest #6 6–9           | Jūryō de l’Est #9 10–5                 | Jūryō de l’Ouest #3 12–3 Champion     |
| 2017 | Maegashira de l’Est #12 7–8       | Maegashira de l’Est #13 11–4 C     | Maegashira de l’Ouest #7 11–4          | Maegashira de l’Ouest #1 5–10     | Maegashira de l’Ouest #5 9–6 P★        | Maegashira de l’Ouest #1 11–4 P★      |
| 2018 | Komusubi de l’Est #1 5–10         | Maegashira de l’Ouest #3 3–8–4     | Maegashira de l’Ouest #10 10–5         | Maegashira de l’Ouest #3 10–5     | Komusubi de l’Ouest #1 9–6             | Komusubi de l’Est #1 13–2 CP          |
| 2019 | Sekiwake de l’Est #1 11–4 T       | Sekiwake de l’Est #1 10–5 T        | Ōzeki de l’Est #2 3–4–8                | Ōzeki de l’Est #2 Blessure 0–0–15 | Sekiwake de l’Ouest #1 12–3–P          | Ōzeki de l’Est #2 9–6                 |
| 2020 | Ōzeki de l’Est #1 11–4            | Ōzeki de l’Est #1 7–8              | Ōzeki de l’Est #1 Tournoi annulé 0–0–0 | Ōzeki de l’Est #1 8–4–3           | Ōzeki de l’Ouest #1 12–3               | Ōzeki de l’Est #1 13–2–P              |
| 2021 | Ōzeki de l’Est #1 2–8–5           | Ōzeki de l’Est #2 10–5             | Ōzeki de l’Ouest #1 12–3–P             | Ōzeki de l’Ouest #1 1–2–12        | Ōzeki de l’Ouest #1 8–7                | Ōzeki de l’Ouest #1 12–3              |
| 2022 | Ōzeki de l’Est #1 1–3–11          | Ōzeki de l’Ouest #2 8–7            | Ōzeki de l’Ouest #2 8–7                | Ōzeki de l’Est #1 11–4            | Ōzeki de l’Est #1 10–5                 | Ōzeki de l’Est #1 12–3–PP             |
| 2023 | Ōzeki de l’Ouest #1 12–3          | Ōzeki de l’Ouest #1 3–4–8          | Ōzeki de l’Ouest #1 8–7                | Ōzeki de l’Est #1 Blessure 0–0–15 | Ōzeki de l’Ouest #1 11–4–P             | Ōzeki de l’Est #1 9–6                 |
| 2024 | Ōzeki de l’Ouest #2 2–2–11        | Ōzeki de l’Est #2 8–6–1            | Ōzeki de l’Est #2 0–2–13               | Ōzeki de l’Ouest #2 5–10          | Sekiwake de l’Ouest #2 Retraite 0–3–10 | x                                     |
| Résultats sous la forme victoires – défaites – absences Champion du tournoi Vice-champion du tournoi Retraite Divisions inférieures Non-participation Sanshō : C = Combativité ; P = Performance exceptionnelle ; T = Technique Aussi représentés : ★ = Kinboshi ; P = Playoff(s) Divisions : Makuuchi — Jūryō — Makushita — Sandanme — Jonidan — Jonokuchi Rangs Makuuchi : Yokozuna — Ōzeki — Sekiwake — Komusubi — Maegashira |                                   |                                    |                                        |                                   |                                        |                                       |